# Croton wigginsii
Espèce
Croton wigginsii est une espèce de plantes à fleurs du genre Croton et de la famille des Euphorbiaceae du sud de l'Arizona, du sud de la Californie aux États-Unis et du nord ouest du Mexique.
Elle a pour synonyme :
- Croton arenicola, Rose et Standl., 1912